# Hamilton (filme)
Hamilton é um filme musical estadunidense de 2020, dirigido por Thomas Kail. O filme se trata de uma versão filmada do musical Hamilton: An American Musical, escrito por Lin-Manuel Miranda inspirado na biografia do político estadunidense Alexander Hamilton.
A companhia planejava um estreia mundial tradicional para filme a ser realizada em 15 de outubro de 2021, porém o filme foi lançado através da plataforma de streaming Disney+ em 3 de julho de 2020 por conta da pandemia de COVID-19. Contando com um elenco experiente em produções da Broadway, o filme foi bem avaliado pela imprensa crítica pelos seus cenários, figurinos, performances e direção.

## Sinopse
A versão filmada lançada em 2020 pela Walt Disney Studios segue a mesma divisão do musical original. Em dois atos, o filme conta a vida e carreira de Alexander Hamilton, um imigrante órfão da ilha caribenha de Névis.
O primeiro ato narra sua chegada em Nova Iorque em 1776, seu serviço no Exército Continental como adido do então General George Washington durante a Revolução Americana, e como cinheceu e casou-se com Eliza Schuyler.
O segundo ato narra a vida de Hamilton no país independente. Sua vida como Secretário do Tesouro dos Estados Unidos, seu romance com Maria Reynolds, a morte de seu filho Philip e sua morte em duelo com Aaron Burr.

## Elenco
- Daveed Diggs como Marquês de La Fayette e Thomas Jefferson
- Renée Elise Goldsberry como Angelica Schuyler
- Jonathan Groff como Rei Jorge III
- Christopher Jackson como George Washington
- Jasmine Cephas Jones como Peggy Schuyler e Maria Reynolds
- Lin-Manuel Miranda como Alexander Hamilton
- Leslie Odom Jr. como Aaron Burr
- Okieriete Onaodowan como Hercules Mulligan e James Madison
- Anthony Ramos como John Laurens e Philip Hamilton
- Phillipa Soo como Eliza Hamilton

## Produção

### Desenvolvimento
Em 2016, Lin-Manuel Miranda decide produzir uma versão filmada do programa para oferecê-lo ao cinema. As filmagens ocorreram durante três apresentações diferentes do show no Richard Rodgers Theatre, em Nova Iorque  tomadas adicionais também foram filmadas sem a presença de uma platéia para não atrapalhar os atores  . O filme também empresta cenas do documentário Hamilton's America  .Lin-Manuel Miranda explica que essa decisão  foi tomada devido à pandemia de Covid-19, que afetou fortemente o setor de cinema, pressionando a Walt Disney Pictures a revisar sua programação de lançamentos, mas também causando o cancelamento de várias apresentações. mostra física na Broadway e West End  .
Antes de seu lançamento, o filme é classificado como não recomendado para menores de 13 anos pela Motion Picture Association of America . Esta classificação permite o uso da palavra "   Porra   Apenas uma vez no filme. O programa usando a palavra recuperação três, Lin-Manuel Miranda, revela no Twitter que apenas ele ouviu a música Say No to This é mantida no filme, os outros dois serão cortados  .  